# シャルル (マイエンヌ公)
シャルル・ド・ロレーヌ（Charles (II) de Lorraine, duc de Mayenne, 1554年3月26日 - 1611年10月3日）は、フランスの貴族、軍人。フランスの上級貴族ギーズ家の一員で、ユグノー戦争末期におけるカトリック同盟の最高指導者。ギーズ公フランソワとその妻でフェラーラ公エルコレ2世の娘であるアンナ・デステの間の次男として生まれた。ギーズ公アンリ1世は兄、ランス大司教兼枢機卿ルイは弟に当たる。マイエンヌ公（在位：1573年 - 1611年）。

## 生涯
ギーズ公フランソワとアンナ・デステの間の次男として生まれた。母方の祖母はフランス王ルイ12世の娘ルネ・ド・フランスである。
シャルルは1572年のサン・バルテルミの虐殺の際にはフランス国外にいたが、続いて起きたラ・ロシェル包囲戦には参加した。1573年には、フランス王国爵位貴族（Pairie de France）のマイエンヌ公爵位を授けられている。同年、アンジュー公アンリ（後のフランス王アンリ3世）がポーランド王位に就くとこれに随行したが、すぐに帰国して兄のギーズ公アンリ1世の副官となり、兄の片腕として働いた。1577年にはポワチエ地方のユグノー勢力の掃討で目覚ましい活躍を見せた。国王アンリ3世のお気に入りの寵臣（ミニョン）だったこともあり、フランス海軍提督の地位を与えられていたが、1582年には別の寵臣ジョワイユーズ公爵に交替させられている。
1588年12月23日および24日に、ブロワで兄ギーズ公と弟のギーズ枢機卿がアンリ3世の命令で暗殺されると、シャルルが兄の率いていたカトリック同盟の最高指導者に就任した。シャルルは自らが知事を務めるブルゴーニュ地方とシャンパーニュ地方で兵を募ってパリに進軍し、国王によるギーズ公の暗殺に憤激するパリ市民から熱狂的に歓迎を受けた。彼はパリに最高評議会を設けて事実上のパリ政府を樹立し、「王国総代官」（Lieutenant général de l'Etat et Couronne de France, 1589年 - 1595年）の称号を名乗ってパリ政府の首班に就任し、アンリ3世やプロテスタント勢力と対峙した。
1589年8月2日、ナバラ王アンリ（後のフランス王アンリ4世）率いるユグノー勢力と同盟してパリを包囲しようと目論んでいたアンリ3世が、ドミニコ会の修道士ジャック・クレマンに暗殺されると、カトリック同盟の士気は大いに鼓舞された。パリの市議会はマイエンヌ公シャルルに王冠を差し出そうとしたが、彼はこれを辞退した。その代わり、シャルルはナバラ王に代わるフランス王位継承者として、その叔父のブルボン枢機卿を支持した。
1590年、シャルルはスペイン領ネーデルラントから軍事的な支援を受け、アンリ4世を名乗ったナバラ王との内戦を続けたが、3月14日にはイヴリーの戦いでアンリ4世の軍勢に完敗した。シャルルはそのままマント＝ラ＝ジョリーに避難したが、9月にはスペインの将軍パルマ公アレッサンドロ・ファルネーゼの支援でモーにおいて軍勢を結集し、アンリ4世によって包囲されていたパリを救援した。
同年にカトリック同盟が国王に推戴しようとしたブルボン枢機卿が亡くなると、アンリ4世を排除しようとするシャルルの政治目標は困難になった。カトリック同盟の急進派はシャルルを王位に就けることを主張し、ハプスブルク家の承認を取り付けようとした。しかし、シャルルは兄のようなカリスマもなく、パリ市の扇動家たちにも共感しなかった。アンリ4世との和解交渉を始めたパリ高等法院首席判事バルナベ・ブリソンらのカトリック同盟内の穏健派がシャルルおよび急進派によって処刑されると、同盟の結束は弱まった。
シャルルはアンリ4世との和解交渉を始めたが、一方でアンリ3世の姉エリザベート・ド・ヴァロワとスペイン王フェリペ2世の間の娘イサベル・クララ・エウヘニアをフランス王位の相続人とする計画にも関与していた。1593年、シャルルはイサベル王女を王位継承者とする提案をパリ三部会に諮ったが、三部会は外国人の統治者を迎えることに断固反対した。
最終的にシャルルは1595年10月にアンリ4世と和解し、国王と認めた。アンリ4世は「パリの王」だったシャルルにシャロン＝スュル＝ソーヌ、サール、ソワソンの3都市の支配を3年の年限付きで認め、シャルルの息子アンリをイル＝ド＝フランスの知事に任命し、マイエンヌ公爵家に莫大な補償金を与えた。
1611年、57歳で死去した。マイエンヌ公爵位はアンリが継承したが、1621年にアンリが子供のないまま没すると、爵位は外孫のカルロ・ゴンザーガ＝ネヴェルスに移り、マイエンヌ公爵位はギーズ家からゴンザーガ＝ヌヴェール家に移ったが、1654年にジュール・マザランが継承した。

## 子女
1576年、ヴィラール侯爵オノラ2世・ド・サヴォワの娘アンリエット・ド・サヴォワと結婚し、間に4人の子女をもうけた。
- アンリ（1578年 - 1621年） - マイエンヌ公爵、エギュイヨン公爵
- シャルル＝エマニュエル（1581年 - 1609年） - ソムリーヴ伯爵
- カトリーヌ（1585年 - 1618年） - 1599年、マントヴァ公、モンフェッラート公爵、ヌヴェール公カルロ1世（シャルル）と結婚
- ルネ（? - 1638年） - 1613年、オニャーノ公、セーニ公、サンタ・フィオーラ伯マリオ2世スフォルツァと結婚